# Poetas Misty

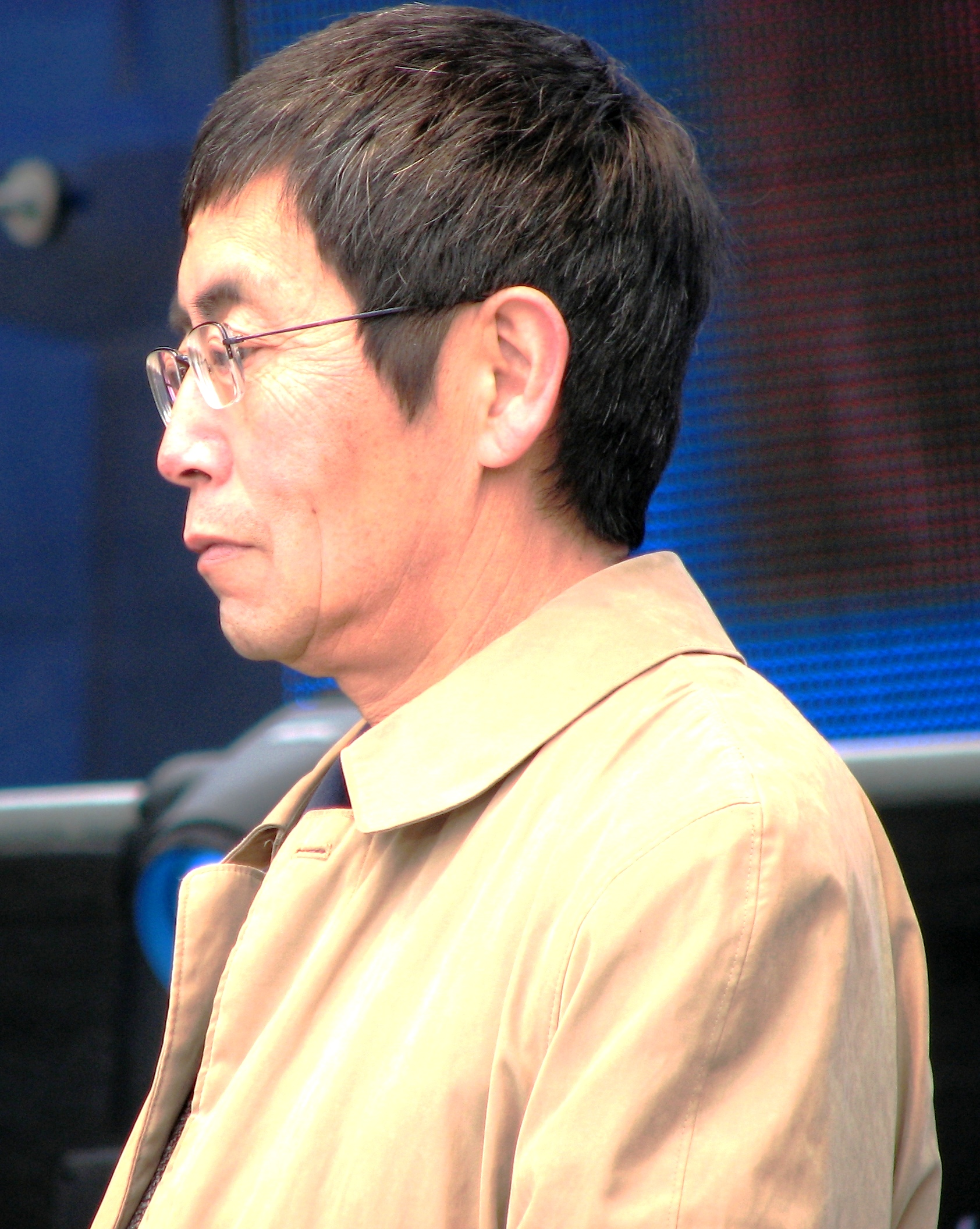
Bei Dao, poeta sino-americano membro do movimento

Os Poetas Misty (em chinês: 朦胧诗人 ) são um grupo de poetas chineses do século XX que reagiram contra as restrições à arte durante a Revolução Cultural. Eles são assim chamados porque seu trabalho foi oficialmente denunciado como poesia "obscura", "nebulosa" ou "nebulosa" (menglong shi). Mas, de acordo com Gu Cheng, "a característica definidora desse novo tipo de poesia é seu realismo - começa com realismo objetivo, mas se volta para um realismo subjetivo; passa de uma reação passiva para a criação ativa". O movimento foi inicialmente centrado na revista Jintian ( em chinês: 今天 ), que foi fundado por Bei Dao e Mang Ke e publicado de 1978 até 1980, quando foi banido.
Guo Lusheng está entre os primeiros poetas da geração jovem e foi uma inspiração para vários dos Misty Poets originais. Cinco importantes poetas nebulosos, Bei Dao, Gu Cheng, Shu Ting, He Dong e Yang Lian, foram exilados após os protestos da Praça Tiananmen em 1989 . Jintian foi ressuscitado na Suécia em 1990 como um fórum para escritores chineses expatriados.
O trabalho dos Misty Poets teve uma forte influência nas letras da primeira geração de músicos de rock da China, particularmente Cui Jian. 

## Lista de Poetas Misty
- Bei dao
- Bei ling
- Chou Ping
- Duo Duo
- Fei Ye
- Gu Cheng
- ha jin
- He Dong
- Jiang He
- Mang Ke
- Shu Ting
- Tang Yaping
- Xi Chuan
- Yang Lian
- Zhang Zhen
- Yan Li